# مصنع آزوت
مصنع آزت (بالأوكرانية: "Сєвєродонецьке об'єднання "Азот) و (بالروسية: Северодоне́цкое объедине́ние Азо́т) هو ثالث أكبر منتج للأمونيا في أوكرانيا، وأحد أكبر المصانع الكيميائية في أوروبا. ينتج المصنع الأسمدة النيتروجينية والميثانول، وحمض الأسيتيك، وخلات الفينيل ومشتقاته، والأسيتيلين، والفورمالين، والمحفزات ، والمواد الكيميائية المنزلية ، والمنتجات الكيماوية الأخرى.
المصنع مملوك لشركة أوستشيم هولدينع [الإنجليزية] (بالإنجليزية: Ostchem Holding)‏ ، وهي جزء من مجموعة DF التي يديرها دميتري فيرتاش [الإنجليزية].
خلال معركة سيفيرودونتسك وأثناء الحرب الروسية الأوكرانية 2022 كان المصنع آخر ما تبقى للأوكرانين في المدينة بحلول 6 يونيو.
في 25 يونيو 2022 أعلنت وزارة الدفاع الروسية أن مصنع آزوت أصبح بكامله تحت سيطرة القوات الموالية لروسيا.

## معرض صور

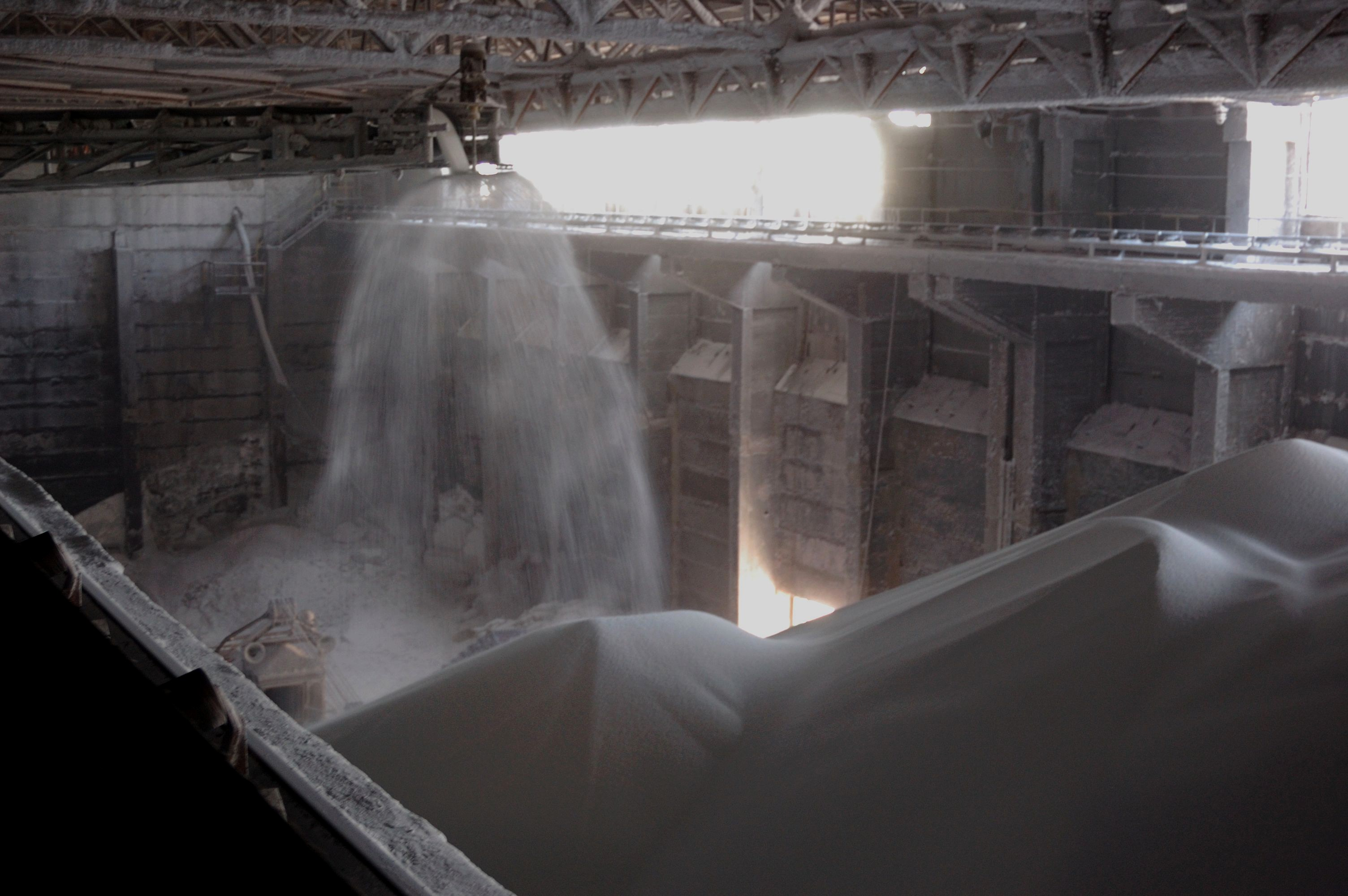
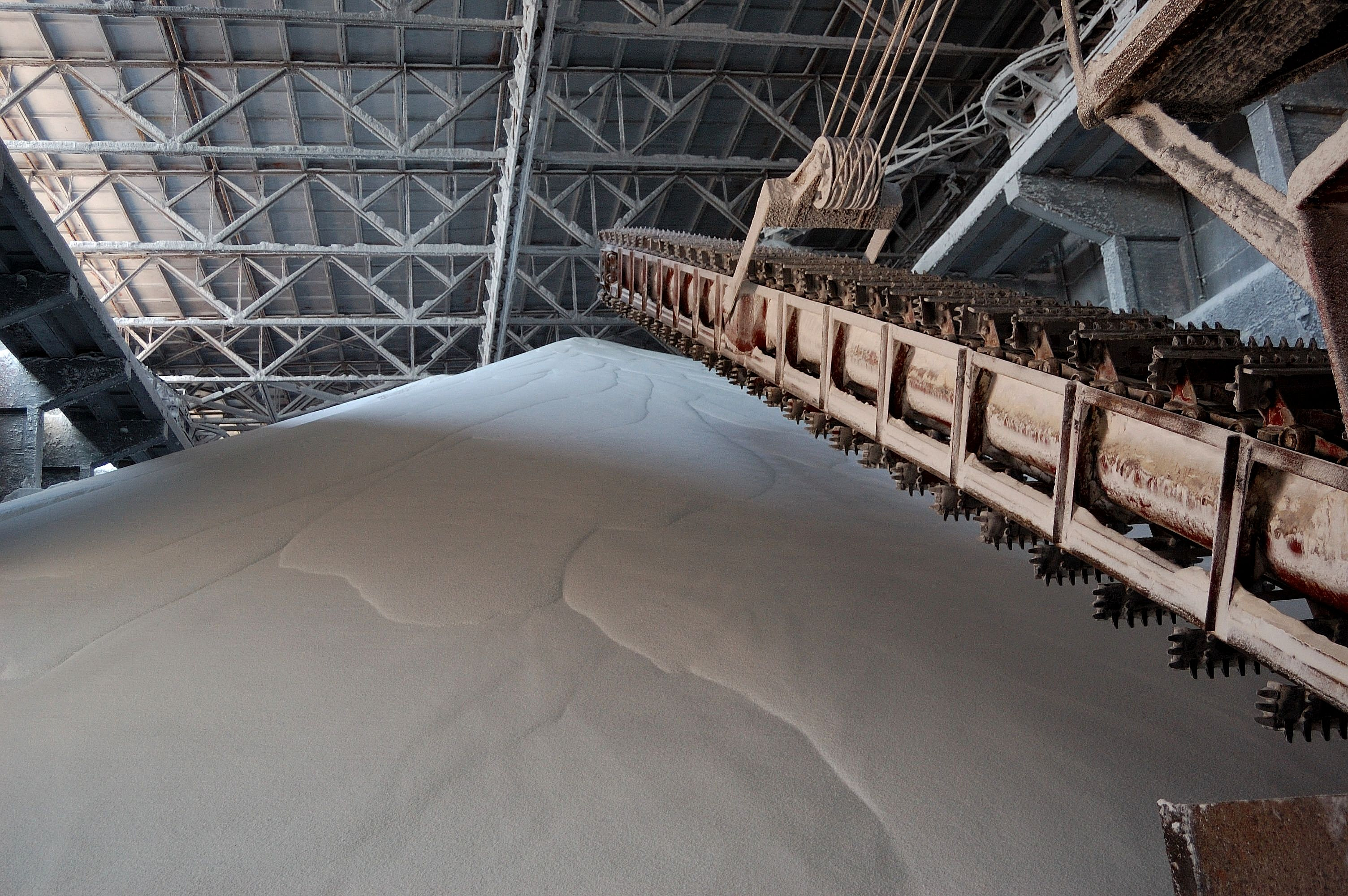
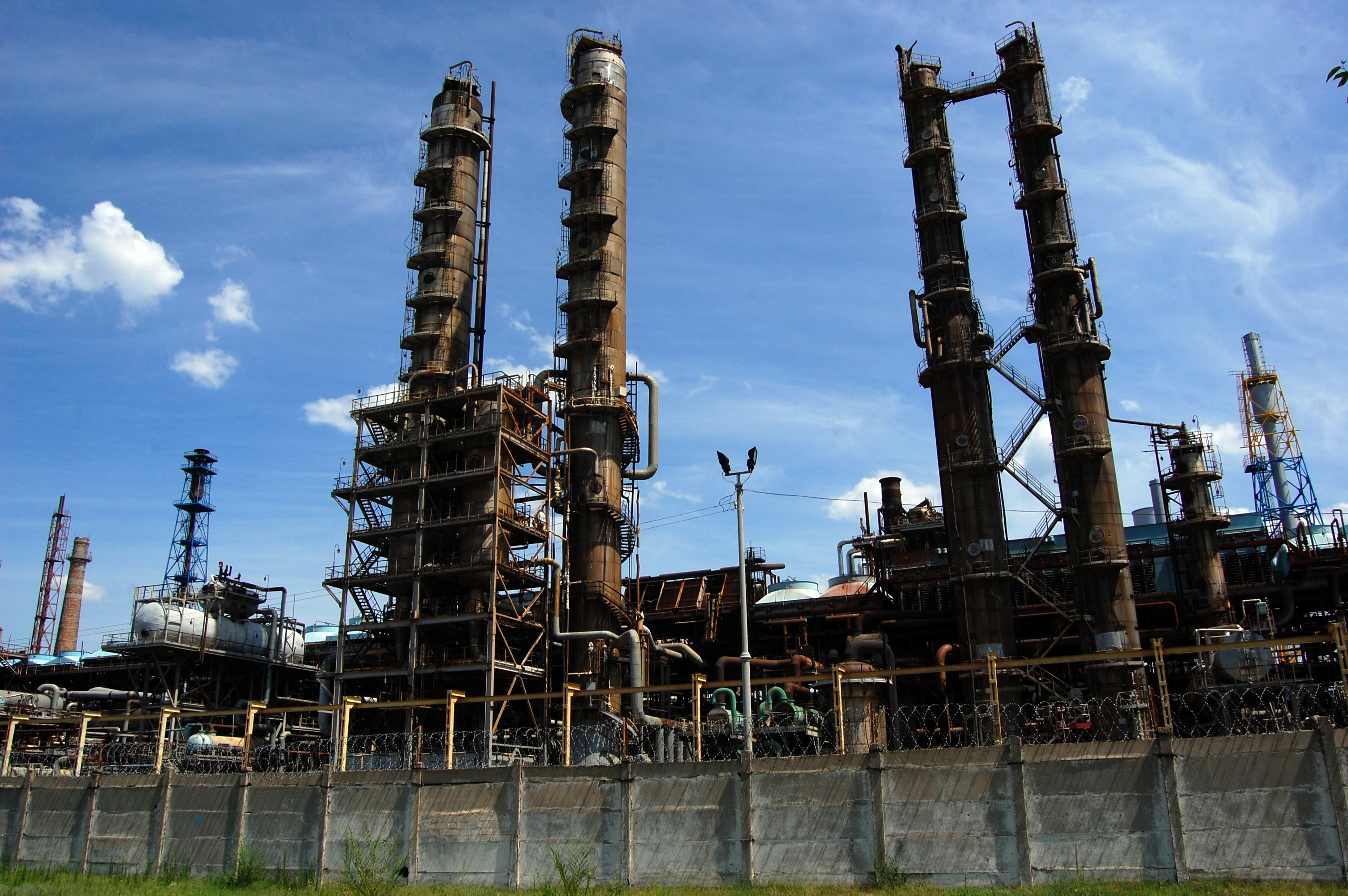
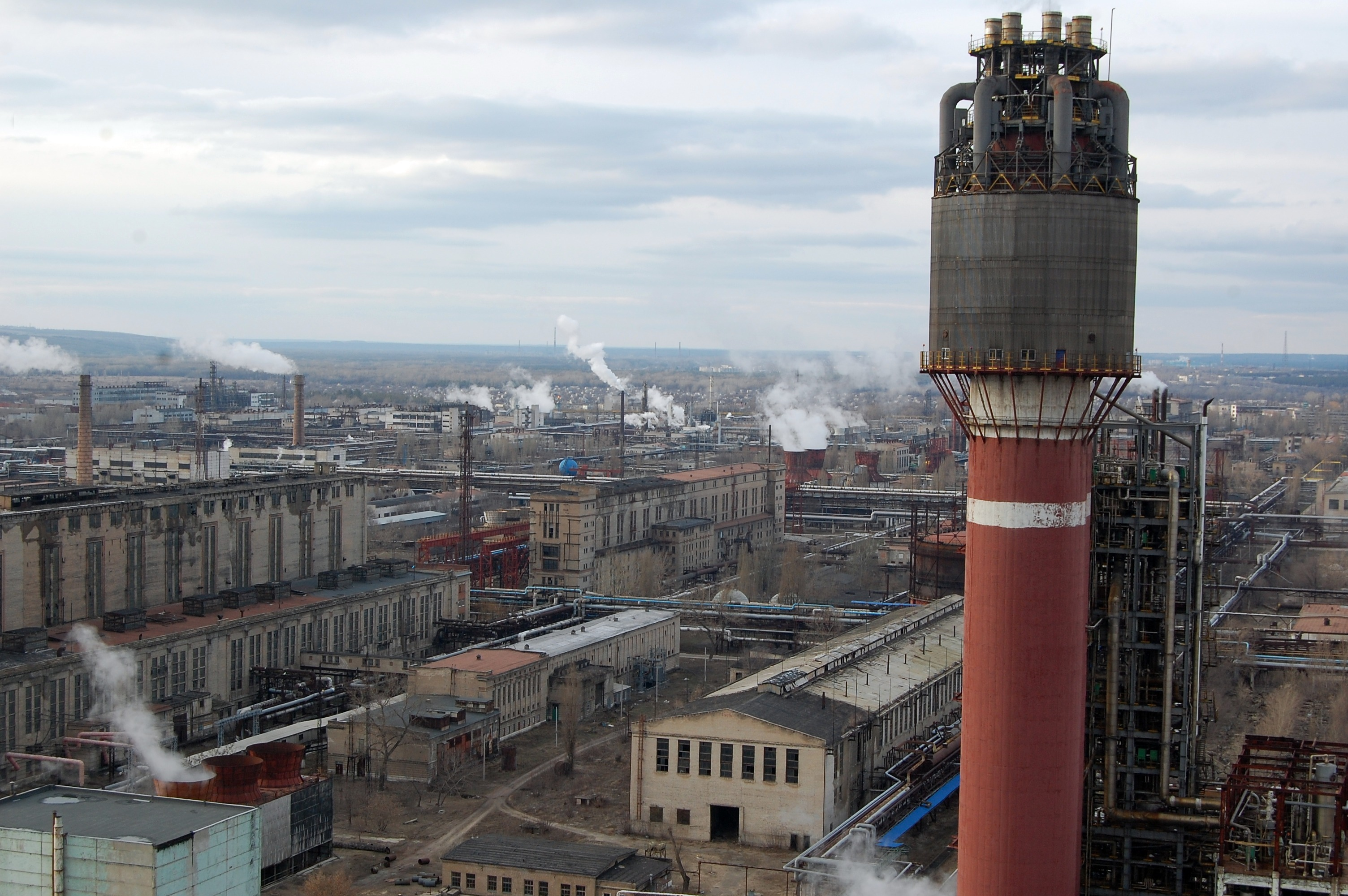